# 칸날론가
칸날론가(이탈리아어: Cannalonga)는 이탈리아 캄파니아주 살레르노도에 위치한 코무네다.